# 新田貞章
新田 貞章（にった さだあき、1942年1月8日 - ）は、日本の経済学者。専門は農業史。

## 人物
新潟県新発田出身。新潟県立柏崎高等学校、新潟短期大学を経て、1964年明治大学卒業。学部生時代は雄弁部に所属。
大学では横畑護のゼミで学ぶ。後に五島茂にも師事し、ロバート・オウエンの研究をする。
大学院時代、大宅壮一東京マスコミ塾第3期生となる。大宅壮一の死後は、大宅の側近にあたる青地晨主催の読書会に合流。
大森実主催の太平洋大学にも参加、サンフランシスコ到着時にプラハの春の第一報を聞いたという。
1973年、明治大学農学部農業経済学科講師、1994年、同教授。明治大学ラグビー部選手として名を馳せた渡邉大吾は教え子。
雄弁部部長、ソフトテニス部部長も務める。後年は教育活動が主であった。
2012年3月、明治大学を定年退職。
訳書にマーガレット・コール『ロバアト・オウエン伝』。